# Kąkol
Kąkol (Agrostemma L.) – rodzaj roślin należący do rodziny goździkowatych. Obejmuje 2 lub 3 gatunki występujące w Europie i zachodniej Azji, prawdopodobnie rozpowszechnione z wschodniej części obszaru śródziemnomorskiego jako chwasty w uprawach zbóż. Zawleczone także do Azji Wschodniej i Ameryki Północnej. W Europie Środkowej występuje w uprawach jako chwast kąkol polny – jedyny przedstawiciel rodzaju we florze Polski. Ten gatunek, a także pochodzący z Turcji kąkol wysmukły uprawiane są jako rośliny ozdobne.

## Morfologia
PokrójRośliny jednoroczne o pędach wzniesionych, osiągających do 1 m wysokości, słabo rozgałęzionych.
LiścieNaprzeciwległe, niepodzielone, wąskolancetowate do równowąskich.
KwiatyZebrane w luźną, kilkukwiatową wierzchotkę. Płatki korony koloru różowo-fioletowego, czerwone, rzadko białe. Kielich w dole z działek zrośniętych w jajowatą lub eliptycznojajowatą rurkę z 10 żebrami, wyżej z końcami wolnymi i długimi. Płatków jest 5 nieco dłuższych lub krótszych od działek kielicha, zaokrąglonych, stopniowo przechodzących w paznokieć. Pręcików jest 10. Zalążnia górna, jednokomorowa, z 5 owłosionymi szyjkami słupka.
OwoceOwalne torebki otwierające się 5 klapkami i zawierające liczne nasiona o średnicy ok. 3 mm.

## Systematyka
Pozycja według APweb (aktualizowany system APG IV z 2016)
Należy do rodziny goździkowatych (Caryophyllaceae), rzędu goździkowców (Caryophyllales) w obrębie dwuliściennych właściwych. W obrębie goździkowatych należy do podrodziny Caryophylloideae plemienia Sileneae.
Pozycja rodzaju w systemie Reveala (1993-1999)
Gromada okrytonasienne (Magnoliophyta Cronquist), podgromada Magnoliophytina Frohne & U. Jensen ex Reveal, klasa Rosopsida Batsch, podklasa goździkowe (Caryophyllidae Takht.), nadrząd Caryophyllanae Takht., rząd goździkowce (Caryophyllales Perleb), podrząd Caryophyllineae Bessey in C.K. Adams, rodzina goździkowate (Caryophyllaceae Juss.), rodzaj kąkol (Agrostemma L.).
Wykaz gatunków
- kąkol polny Agrostemma githago L.
- kąkol wysmukły Agrostemma brachylobum (Fenzl) Hammer (syn. A. gracile Boiss)